# Василь Божичкович
Васи́ль Божичко́вич (хорв. Bazilije Božičković, лат. Basilius Bosicskovich; 11 лютого 1719, Клоштар-Вояковацький — 9 травня 1785, Горній Ткалець) — церковний діяч Габсбурзької монархії хорватського походження, василіянин, доктор богослов'я, педагог, прокуратор Василіянського Чину при Апостольській столиці (1752—1757), перший єпископ Крижевецької єпархії (1777—1785).

## Життєпис
Народився 11 лютого 1719 року в місцевості Клоштар-Вояковацький (сучасна Хорватія). Син Станіслава. 1741 року вступив до Василіянського Чину до монастиря в Марчі (біля Іванич-Град) і наступного року був направлений на студії до Папської Урбаніанської колегії Пропаганди Віри в Римі (26 травня 1742 року склав присягу). Священничі свячення отримав 8 вересня 1744 року в Римі з рук Йосифа Шіро (Schirò) архієпископа Дуррес. Після здобуття ступеня доктора богослов'я в 1745 році, не зміг повернутися до свого монастиря в Марчі, бо його захопили православні. Виїхав до Речі Посполитої, де долучився до руських василіян Свято-Покровської провінції.
Був професором філософії для василіянських студентів у монастирі св. Юра у Львові, а на початку 1751 року призначений також настоятелем цього монастиря. Він, як і всі випускники Колегії Поширення Віри мав обов'язок періодично надсилати звіти про свою душпастирську і місіонерську працю. В архіві Конгрегації Поширення Віри зберігаються три такі його листи про діяльність у Львові (з 28 грудня 1747, 8 жовтня 1749 і 17 лютого 1751 років).
На Генеральній капітулі Чину, яка відбулася в Бересті з 8 по 17 вересня 1751 року був обраний на уряд Генерального прокуратора справ Чину в Римі. Виконував цей обов'язок в 1752—1757 роках.
4 вересня 1759 року призначений апостольським вікарієм для католиків східного обряду, які проживали на території Загребської римо-католицької дієцезії (єпархія Марча) і титулярним єпископом Діоклетіанополя в Палестині. 11 листопада 1759 року в Маріапоч (або в Мукачеві) отримав єпископську хіротонію з рук Мукачівського єпископа Мануїла Ольшавського.
Від 11 грудня 1775 року єпископ Божичкович був інспектором греко-католицької духовної семінарії у Відні (Барбареум) і виконував цей обов'язок аж до її закриття в 1784 році. Мав великий вплив при імператорському дворі у Відні і з його думкою рахувалася сама імператриця Марія Тереза. По смерті львівського єпископа і митрополита Льва Шептицького Марія Тереза хотіла поставити Божичковича на Львівську катедру. Цьому спротивилися місцеві каноніки, бо, мовляв, він слабо орієнтується в галицьких реаліях, а будучи професором філософії у Львові, неприхильно ставився до попереднього єпископа Атанасія Шептицького і закидав йому невдячність щодо василіян, від яких зазнав великих добродійств.
17 червня 1777 року папа Пій VI заснував Крижевецьку єпархію, виокремлюючи її з юрисдикції Загребської дієцезії. Василь Божичкович, який відіграв велику роль у заснуванні нової єпархії, був обраний її першим єпископом (23 червня 1777). Дбав про розвиток освіти у своїй єпархії, причинився також до заснування греко-католицької парафії при церкві святої варвари у Відні (20 квітня 1784).
Помер 9 травня 1785 року в маєтку Крижевецьких єпископів у Ґорньїм Ткалецу. Похований в крипті місцевої церкви.